# إلين بيج (ممثلة)
إلين بيج (بالإنجليزية: Elaine Paige)‏ هي مقدمة برامج إذاعية ومغنية وممثلة بريطانية، ولدت في 5 مارس 1948 في المملكة المتحدة. من الجوائز التي نالتها جائزة لورنس أوليفيه.

## جوائز
- جائزة لورنس أوليفيه

## وصلات خارجية
- إلين بيج على موقع IMDb (الإنجليزية)
- إلين بيج على موقع ميوزك برينز (الإنجليزية)
- إلين بيج على موقع تيرنر كلاسيك موفيز (الإنجليزية)
- إلين بيج على موقع أول موفي (الإنجليزية)
- إلين بيج على موقع قاعدة بيانات برودواي على الإنترنت (الإنجليزية)
- إلين بيج على موقع قاعدة بيانات الأفلام السويدية (السويدية)
- إلين بيج على موقع إن إن دي بي (الإنجليزية)
- إلين بيج على موقع أول ميوزيك (الإنجليزية)
- إلين بيج على موقع ديسكوغز (الإنجليزية)
- إلين بيج على موقع قاعدة بيانات الفيلم (الإنجليزية)